# Прогресивна окоштавајућа фибродисплазија
Фибродисплазија ossificans progressiva (скраћено ФОП), која се понекад назива и Минхмајерова болест, је изузетно ретка болест везивног ткива која је резултат мутације ACVR1 гена. То је озбиљан поремећај који онемогућавајућ за ког постоји лек. То је једино познато здравствено стање где се један систем органа мења у други.
ФОП је узрокована мутацијом гена ACVR1. Мутација утиче на механизам поправке тела, узрокујући да фиброзно ткиво укључујући мишиће, тетиве и лигаменте постане окоштало, било спонтано или када је оштећено као резултат трауме. У многим случајевима, иначе мање повреде могу довести до тога да зглобови постану трајно срасли како се формира нова кост, замењујући оштећено мишићно ткиво. Ова нова формација костију (позната као "хетеротопна осификација") на крају формира секундарни скелет и прогресивно ограничава пацијентову способност кретања.
Кост формирана као резултат овог процеса је идентична "нормалној" кости, једноставно на неправилним локацијама. Индивидуални докази сугеришу да болест може изазвати деградацију зглобова одвојено од карактеристичног раста костију.

## Знаци и симптоми
Из непознатих разлога, деца рођена са ФОП-ом често имају деформисане велике ножне прсте, понекад им недостаје зглоб или, у другим случајевима, једноставно имају изражену квржицу на мањем зглобу. Прво „разбуктавање“ које доводи до формирања ФОП кости обично се јавља пре 10. године. Раст кости генерално напредује од врха тела надоле, баш као што кости расту код фетуса. Дете са ФОП ће типично развити додатне кости почевши од врата, затим од рамена, руку, грудног коша и на крају од стопала.
Конкретно, окоштавање се обично прво види у дорзалном, аксијалном, кранијалном и проксималном делу тела. Касније болест напредује у вентралном, апендикуларном, каудалном и дисталном региону.
Пошто је поремећај тако редак, стање се може погрешно дијагностиковати као рак или фиброза. Ово наводи лекаре да наруче биопсију која може да погорша раст ФОП кости. Присуство малформисаних прстију на ногама или палчевима код оних рођених са ФОП помаже да се овај поремећај разликује од других скелетних проблема.
Уз правилан медицински третман, средња старост преживљавања је 40 година. Међутим, одложена дијагноза, трауме и инфекције могу смањити очекивани животни век.

## Узроци
ФОП је узрокован аутозомно доминантним алелом на хромозому 2q23-24. Алел има променљиву експресивност, али потпуну пенетрацију. Већина случајева је узрокована спонтаном мутацијом у полним ћелијама. Такође, већина људи са ФОП-ом не може или одлучује да нема децу. Слична, али мање катастрофална болест је фиброзна дисплазија, која је узрокована постзиготном мутацијом.
За болест је одговорна мутација гена ACVR1 (такође позната као киназа слична активину 2 (ALK2)). ACVR1 кодира рецептор активина типа-1, БМП тип-1 рецептор. Мутација изазива супституцију кодона 206 са аргинина на хистидин у протеину ACVR1. Ова замена изазива абнормалну активацију ACVR1, што доводи до трансформације везивног и мишићног ткива у секундарни скелет. Ово узрокује трансформацију ендотелних ћелија у мезенхималне матичне ћелије, а затим у кости.
Електроферограми секвенцирања ДНК типичног ФОП пацијента упоређују се са друга 2 пацијента. Несигурна база "Н" означава место хетерозиготно за мутацију и ген дивљег типа.

## Генетика
ФОП је аутозомно доминантни поремећај. Дакле, дете погођеног хетерозиготног родитеља и родитеља који није погођен има 50% вероватноће да ће бити погођено. Две погођене особе могу да произведу нетакнуту децу. Две нетакнуте индивидуе могу произвести погођено потомство као резултат мутације гена. Хомозиготни доминантни облик је тежи од хетерозиготног облика. Протеин који изазива окоштавање се нормално деактивира инхибиторним протеином након што се кости фетуса формирају у материци, али код пацијената са ФОП, протеин наставља да ради.
Аберантно формирање кости код пацијената са ФОП настаје када повређено везивно ткиво или мишићне ћелије на местима повреде или раста погрешно експримирају ензим за поправку кости током апоптозе (саморегулисана смрт ћелије), што доводи до лимфоцита који садрже вишак коштаног морфогенетског протеина 4 (BMP4) обезбеђених током одговора имуног система. Кост која настаје, настаје независно од нормалног скелета, формирајући сопствене дискретне елементе скелета. Ови елементи се, међутим, могу спојити са нормалном скелетном кости. У овом процесу су поштеђени дијафрагма, језик и екстраокуларни мишићи, као и срчани и глатки мишићи. Пошто нетачни ензим остаје неразрешен у оквиру имунолошког одговора, тело наставља да обезбеђује нетачне лимфоците који садрже BMP4. BMP4 је производ који доприноси развоју скелета у нормалном ембриону.
ACVR1 ген кодира рецептор коштаног морфогеног протеина (BMP); овај ген је мутиран у ФОП. Одговоран је за раст и развој костију и мишића. Типична мутација, R202H, чини да се инхибитор FKBP1A слабије везује за активациону GS петљу. Крајњи резултат је да ACVR1 није ефикасно искључен и долази до прекомерног раста костију и хрскавице и фузије зглобова. Атипичне мутације које укључују друге остатке функционишу слично. У неким случајевима, рецептор може на крају сигнализирати да је активан, а да није везан за свој активирајући лиганд.
Већина случајева ФОП-а је резултат нове мутације гена: ови људи нису имали историју овог одређеног поремећаја у својој породици. Постоје неки случајеви у којима је појединац наследио мутацију од једног погођеног родитеља.

## Дијагноза
Епидемије могу бити клинички мерљиве по повишеним нивоима алкалне фосфатазе и алкалне фосфатазе специфичне за кости. Још један знак ФОП-а је скраћени велики ножни прст са деформисаним дисталним првим метатарзалним зглобом и недостатком или абнормалном првом фалангом и/или интерфалангеалним зглобом.

## Третман
Не постоји лек или одобрен третман за ФОП. Покушаји хируршког уклањања кости код ФОП пацијената могу довести до експлозивног раста нове кости. Док су подвргнути анестезији, људи са ФОП-ом могу наићи на потешкоће са интубацијом, рестриктивну плућну болест и промене у систему електричне проводљивости срца. Треба избегавати активности које повећавају ризик од пада или повреде меког ткива, јер чак и мања траума може да изазове формирање хетеротопичне кости.

## Епидемиологија
Од 2017. године, око 800 случајева ФОП-а је потврђено широм света, што ФОП чини једном од најређих познатих болести. Процењена инциденција ФОП-а је 0,5 случајева на милион људи и погађа све етничке групе.

## Историја
Медицински извештаји који описују појединце погођене ФОП-ом датирају још из седамнаестог века. ФОП се првобитно звао myositis ossificans progressiva и сматрало се да је узрокован упалом мишића (миозитисом) која је изазвала формирање кости. Болест је преименовао Виктор А. Мекусик 1970. након открића да су мека ткива осим мишића (нпр. лигаменти) такође захваћена процесом болести.
Најпознатији случај ФОП-а је случај Харија Истлака (1933–1973). Његово стање је почело да се развија у десетој години, а до смрти од упале плућа у новембру 1973, шест дана пре 40. рођендана, његово тело је потпуно окоштало, остављајући му могућност да помера само усне. Истлак никада није срео другу особу са ФОП током свог живота.
Истлак је поклонио своје тело науци, а његов скелет се сада налази у Мутер музеју у Филаделфији и показао се као непроцењив извор информација у проучавању ФОП-а. Још једна оболела од ФОП-а, Керол Орзел (20. април 1959 – фебруар 2018), такође је донирала своје тело музеју и њен скелет је постављен на изложбу тамо, поред Истлаковог, у фебруару 2019.

## Истраживања
Клиничка испитивања изотретиноина, етидроната са оралним кортикостероидима и перхексилин малеата нису успела да покажу ефикасност, иако променљив ток болести и мала преваленција изазивају неизвесност. Неколико фармацеутских компанија фокусираних на ретке болести тренутно је у различитим фазама истраживања различитих терапијских приступа за ФОП.
У септембру 2015. Регенерон је најавио нови увид у механизам болести који укључује активацију ACVR1 рецептора активином А. У 2016. години, компанија је покренула фазу 1 студије свог антитела на активин, РЕГН 2477, на здравим добровољцима; 2017. спроведено је испитивање фазе 2 код пацијената са ФОП-ом.
Други потенцијални терапијски приступ укључује алел-специфичну РНК интерференцију која циља мутирану мРНА за деградацију уз очување нормалне експресије ACVR1 гена.
Даље истраживање механизама формирања хетеротопичне кости у ФОП могло би помоћи у развоју третмана за друге поремећаје који укључују формирање екстраскелетне кости.
Фибро/адипогени прогенитори (ФАП) могу бити тип ћелија који изазивају болести одговорне за формирање ектопичне кости зависне од активина А у мишићима и тетивама мишева који носе ФОП изазивајући мутацију ACVR1(R206H).
Клиничка испитивања неколико потенцијалних третмана су у току од 2019. године.
Недавно, од 2021. године, потенцијални терапијски кандидат, саракатиниб, налази се у клиничким испитивањима фазе III као моћни инхибитор хетеротопске осификације код дивљег типа и ACVR1 мутантних мишева.